# Ole Mertz
Ole Martin Christoffer Mertz (* 26. November 1931; † 15. Februar 2017) war ein dänischer Badmintonspieler und -funktionär.

## Karriere
Ole Mertz wurde bei der dritten Auflage des Thomas Cups 1955 Vizeweltmeister mit dem dänischen Herrenteam. Im Finale gegen Malaya unterlag er dabei in seinen beiden Doppeln  mit Ove Eilertsen klar in zwei Sätzen. Zuvor hatte Mertz bereits 1953 die Dutch Open gewonnen, wo er auch 1959, 1961 und 1965 wieder erfolgreich war. Des Weiteren gewann er auch die Swedish Open, Belgian International und die Swiss Open. Nach seiner aktiven Karriere arbeitete er als Badmintonfunktionär.

## Auszeichnungen
- Distinguished Service Award der IBF (1985)
- Ærestegn des DIF (1973)
- Badminton Danmarks Ærestegn
- Badminton Danmarks Fortjensttegn

## Sportliche Erfolge
| Saison | Veranstaltung         | Disziplin    | Platz | Name                                                                                                   |
| ------ | --------------------- | ------------ | ----- | --- |
| 1953   | Dutch Open            | Herrendoppel | 1     | Jesper Sandvad / Ole Mertz                                                                             |
| 1955   | Thomas Cup            | Herrenteam   | 2     | Dänemark (Jørn Skaarup, Ole Mertz, Ove Eilertsen, Finn Kobberø, Jørgen Hammergaard Hansen, Ole Jensen) |
| 1958   | Swedish Open          | Herrendoppel | 1     | Ole Mertz / Poul-Erik Nielsen                                                                          |
| 1959   | Dutch Open            | Mixed        | 1     | Ole Mertz / Inger Kjærgaard                                                                            |
| 1959   | Dutch Open            | Herrendoppel | 1     | Bengt Albertsen / Ole Mertz                                                                            |
| 1961   | Swiss Open            | Herrendoppel | 1     | Ole Mertz / Bjørn Holst-Christensen                                                                    |
| 1961   | Dutch Open            | Herrendoppel | 1     | Knud Aage Nielsen / Ole Mertz                                                                          |
| 1961   | Swiss Open            | Herreneinzel | 1     | Ole Mertz                                                                                              |
| 1962   | Belgian International | Herrendoppel | 1     | Oon Chong Teik / Ole Mertz                                                                             |
| 1965   | Dutch Open            | Herrendoppel | 1     | Ole Mertz / Klaus Kaagaard                                                                             |